# Ah jetë, oh jetë
Ah jetë, oh jetë (svenska: åh liv, åh liv) är en låt på albanska framförd av sångerskan Hersiana Matmuja. Låten skrevs och komponerades av Shkodër-sångaren Frederik Ndoci.
Med låten debuterade Matmuja i Festivali i Këngës. Matmuja deltog i ungdomsgruppen vid Festivali i Këngës 45, vilken hon vann och därmed fick en plats till huvudtävlingens ena semifinal. Matmuja tog sig även vidare från semifinalen till tävlingens final. I finalen fick hon 11 poäng och slutade på 10:e plats av 16 finalister. Låtens upphovsman, Frederik Ndoci, vann själv hela tävlingen med "Balada e gurit" (stenballaden).